# Khaled Al-Eid
Khaled Al-Eid (n. 2 ianuarie 1969, Riad, Arabia Saudită) este un călăreț ce a reprezentat Arabia Saudită, medaliat olimpic. A participat la două ediții ale Jocurilor Olimpice (1996, 2000) în care a câștigat o medalie de bronz.